# Greeneville
Greeneville è una città statunitense dello stato del Tennessee, appartenente alla contea di Greene, della quale è la capitale. Si trova ai piedi della colline con le quali termina, a sud-est, la catena montuosa degli Appalachi. Prende il nome, come la contea cui appartiene, dal generale della guerra d'indipendenza americana, Nathanael Greene.